# Doberschau-Gaußig
Doberschau-Gaußig (szorb nyelven Dobruša-Huska) település Németországban, azon belül Szászország tartományban. Lakosainak száma 4195 fő (2023. december 31.). Doberschau-Gaußig Bautzen, Demitz-Thumitz, Göda és Schmölln-Putzkau községekkel határos.

## Népesség
A település népességének változása:
| Lakosok száma | 4277 | 4192 | 4178 | 4185 | 4201 | 4195 |
|               | 2014 | 2017 | 2019 | 2021 | 2022 | 2023 |